# Sri Lanka
Sri Lanka (singalesisk: ශ්‍රී ලංකා; tamil: இலங்கை) er en sydasiatisk østat beliggende i Det Indiske Ocean. Landet ligger sydøst for Indien og er bestående af en større ø og et antal småøer. Sri Lanka blev under britisk kolonisering og frem til 1972 kaldt Ceylon. Sri Lanka var et af de lande, der blev hårdt ramt af tsunamien som følge af Jordskælvet i det indiske ocean 2004 den 26. december 2004.
Landets historie er præget af en konflikt mellem den singalesiske majoritet og den tamilske minoritet. Singaleserne udgør 74 % af landets befolkning, mens tamilerne udgør 26%.
I 1983 forværredes konflikten og udviklede sig efterhånden til en regulær borgerkrig med hundredvis af dræbte og sårede, og 100.000 berørte civile. Mere end 40.000 tamiler fra Sri Lanka emigrerede til den indiske delstat Tamil Nadu, og et stort antal flygtninge fortsatte til Europa. Krigen sluttede den 19. maj 2009, og siden da er turister strømmet til Sri Lanka. I 2010 steg antallet af turister med 45% i forhold til året før.
Øen er verdens syvende mest befolkede ø.
Sri Lankas flag har i midten en guldløve, som holder et sværd. I flagets side mod stangen findes en grøn og en orange stribe, og det er indrammet af en gul bort. Flaget blev indført som Sri Lankas nationalflag i 1948.
Sri Lankas nationalsport er volleyball, hvor de har deres eget landshold. Den mest populære sport er imidlertid cricket.
Sri Lanka har otte steder på UNESCOs Verdensarvsliste - byerne: Polonnaruwa, Anuradhapura, Galle, Kandy og stederne: Sigiriya, Sinharaja, Dambulla temple og Horton Plains.
I Sri Lanka kører man i venstre side af vejen, hvilket skyldes tiden som engelsk koloni. Det er også det eneste ikke indiske sted hvor der lever vilde påfugle.

## Regionalt samarbejde i Sydasien
Sri Lanka er sammen med de øvrige lande i Sydasien medlem af SAARC (en forkortelse for South Asian Association for Regional Cooperation). SAARC blev stiftet i marts 1985 med det formål at fremme det regionale samarbejde inden for regionen, samt øge samhandel mellem landene og styrke Sydasiens økonomisk udvikling. Organisationen har hovedsæde i Kathmandu, Nepal, og følgende stater er medlemmer: Bangladesh, Bhutan, Indien, Maldiverne, Nepal, Pakistan og Sri Lanka samt fra april 2007 også Afghanistan.

## Terrorangreb
Påskedag den 21. april 2019 blev Sri Lanka ramt af et terrorangreb. Det ramte især kristne kirker og luksushoteller. Ved otte eksplosioner er mindst 253 personer indtil videre dræbt, og mere end 500 kvæstet.
2. Påskedag er der forlydender om nye eksplosioner.
Ifølge Sri-Lanka avisen Daily Mirror, er det en islamisk organisation der kalder sig NTJ (National Thowfeek Jamaath) som stod bag massakren, dog bistået af et internationalt netværk. Man har dog senere fundet ud af at det var en udbrydergruppe der sammen med IS har planlagt angrebet. Premierministeren i Sri Lanka mener at det er et modangreb til angrebet i Christchurch i New Zealand. Allerede i november 2018 blev Sri Lanka advaret om, at angreb ville finde sted - 4. april 2019 igen, 11. april igen, og 2 timer før angrebet. Som det senere er verificeret, har angrebet intet med Christchurch at gøre, da det har krævet langvarig planlægning at få så mange involverede til at handle på samme tid. [kilde mangler]